# Campionati del mondo di mountain bike 2016
I Campionati del mondo di mountain bike 2016 (en.: 2016 UCI Mountain Bike & Trials World Championships) furono la 27ª edizione della competizione. Per la prima volta nella storia del campionato le gare furono disputate in due località diverse in base alla disciplina di appartenenza: il cross country a Nové Město na Moravě, nella Repubblica Ceca, dal 28 giugno al 3 luglio, le altre discipline in Val di Sole, in Italia, dal 29 agosto all'11 settembre. In Italia, nello specifico, furono ospitate le specialità del downhill e del four-cross a Daolasa, e quella del trials a Vermiglio.

## Medagliere

### Maschile
| Eventi                   | Oro                       | Argento                      | Bronzo                              |
| Elite Cross country      | Nino Schurter Svizzera    | Jaroslav Kulhavý Rep. Ceca   | Julien Absalon Francia              |
| Under 23 Cross country   | Samuel Gaze Nuova Zelanda | Victor Koretzky Francia      | Marcel Guerrini Svizzera            |
| Junior Cross country     | Thomas Bonnet Francia     | Vital Albin Svizzera         | Tobias Halland Johannessen Norvegia |
| Cross country eliminator | Daniel Federspiel Austria | Simon Gegenheimer Germania   | Fabrice Mels Belgio                 |
| Elite Downhill           | Danny Hart Regno Unito    | Laurie Greenland Regno Unito | Florent Payet Francia               |
| Junior Downhill          | Finnley Iles Canada       | Magnus Manson Canada         | Gaetan Vige Francia                 |
| Four-cross               | Mitja Ergaver Slovenia    | Hannes Slavik Austria        | Luke Cryer Regno Unito              |
| Elite Trials, 20"        | Abel Mustieles Spagna     | Benito Ros Spagna            | Ion Areitio Spagna                  |
| Elite Trials, 26"        | Jack Carthy Regno Unito   | Gilles Coustellier Francia   | Kenny Belaey Belgio                 |
| Junior Trials, 20"       | Eloi Palau Spagna         | Nicolas Vallée Francia       | Samuel Hlavatý Slovacchia           |
| Junior Trials, 26"]      | Nicolas Vallée Francia    | Jordi Araque Spagna          | Noah Cardona Francia                |

### Femminile
| Eventi                   | Oro                         | Argento                        | Bronzo                     |
| Elite Cross country      | Annika Langvad Danimarca    | Lea Davison Stati Uniti        | Emily Batty Canada         |
| Under 23 Cross country   | Jenny Rissveds Svezia       | Sina Frei Svizzera             | Alessandra Keller Svizzera |
| Junior Cross country     | Ida Jansson Svezia          | Lisa Pasteiner Austria         | Martina Berta Italia       |
| Cross country eliminator | Linda Indergand Svizzera    | Kathrin Stirnemann Svizzera    | Ramona Forchini Svizzera   |
| Elite Downhill           | Rachel Atherton Regno Unito | Myriam Nicole Francia          | Tracey Hannah Australia    |
| Junior Downhill          | Alessia Missiaggia Italia   | Samantha Kingshill Stati Uniti | Flora Lesoin Francia       |
| Four-cross               | Caroline Buchanan Australia | Franziska Meyer Germania       | Anneke Beerten Paesi Bassi |
| Trials                   | Nina Reichenbach Germania   | Janine Jungfels Australia      | Perrine Devahive Belgio    |

### Gare a squadre
| Eventi        | Oro                                                                                | Argento                                                                  | Bronzo                                                                            |
| Cross country | Francia Victor Koretzky Benjamin Le Ny Pauline Ferrand-Prévot Jordan Sarrou        | Rep. Ceca Matej Prudek Richard Holec Katerina Nash Jaroslav Kulhavý      | Svizzera Filippo Colombo Vital Albin Sina Frei Lars Forster                       |
| Trials        | Francia Vincent Hermance Alex Rudeau Manon Basseville Louis Grillon Nicolas Vallée | Spagna Irene Caminos Jordi Araque Eloi Palau Rafael Tibau Abel Mustieles | Germania Raphael Pils Jonas Friedrich Jannis Oing Nina Reichenbach Dominik Oswald |

## Medagliere squadre
| Posizione | Nazione       | Oro | Argento | Bronzo | Totale |
| --------- | ------------- | --- | ------- | ------ | ------ |
| 1         | Francia       | 4   | 4       | 5      | 13     |
| 2         | Regno Unito   | 3   | 1       | 1      | 5      |
| 3         | Svizzera      | 2   | 3       | 4      | 9      |
| 4         | Spagna        | 2   | 3       | 1      | 6      |
| 5         | Svezia        | 2   | -       | -      | 2      |
| 6         | Germania      | 1   | 2       | 1      | 4      |
| 7         | Austria       | 1   | 2       | -      | 3      |
| 8         | Australia     | 1   | 1       | 1      | 3      |
| 8         | Canada        | 1   | 1       | 1      | 3      |
| 10        | Italia        | 1   | -       | 1      | 2      |
| 11        | Danimarca     | 1   | -       | -      | 1      |
| 11        | Nuova Zelanda | 1   | -       | -      | 1      |
| 11        | Slovenia      | 1   | -       | -      | 1      |
| 14        | Rep. Ceca     | -   | 2       | -      | 2      |
| 14        | Stati Uniti   | -   | 2       | -      | 2      |
| 16        | Belgio        | -   | -       | 3      | 3      |
| 17        | Paesi Bassi   | -   | -       | 1      | 1      |
| 17        | Norvegia      | -   | -       | 1      | 1      |
| 17        | Slovacchia    | -   | -       | 1      | 1      |
| Totale    | Totale        | 21  | 21      | 21     | 63     |